# Mecysmauchenius villarrica
Mecysmauchenius villarrica är en spindelart som beskrevs av Forster och Norman I. Platnick 1984. Mecysmauchenius villarrica ingår i släktet Mecysmauchenius och familjen Mecysmaucheniidae. Inga underarter finns listade i Catalogue of Life.